# Barragem da Raiva
A Barragem da Raiva, também conhecida por Barragem do Coiço faz parte do conjunto de barragens da bacia do rio Mondego, em Portugal, na freguesia de Oliveira do Mondego, no Município de Penacova, tendo a montante a barragem da Aguieira, funcionando como contra-embalse.
É utilizada pelos adeptos de desportos como o Windsurf, Vela, Remo, Motonáutica e Jet ski, bem da pesca desportiva (truta, achigã, enguias e lagostim-vermelho). O percurso que vai da barragem até Coimbra é um dos mais conhecidos dos praticantes portugueses de canoagem.
Possui uma altura de 36 m acima da fundação (34 m acima do terreno natural) e um comprimento de coroamento de 200 m.
A central hidroeléctrica é constituída por 2 grupos Francis com uma potência total instalada de 20 (24) MW. A energia produzida em média por ano é de 44,8 GWh.